# Edgefield (Luisiana)
Edgefield es una villa ubicada en la parroquia de Red River en el estado estadounidense de Luisiana. En el Censo de 2010 tenía una población de 218 habitantes y una densidad poblacional de 339,4 personas por km².

## Geografía
Edgefield se encuentra ubicada en las coordenadas 32°3′0″N 93°20′10″O / 32.05000, -93.33611. Según la Oficina del Censo de los Estados Unidos, Edgefield tiene una superficie total de 0.64 km², de la cual 0.64 km² corresponden a tierra firme y (0%) 0 km² es agua.

## Demografía
Según el censo de 2010, había 218 personas residiendo en Edgefield. La densidad de población era de 339,4 hab./km². De los 218 habitantes, Edgefield estaba compuesto por el 83.03% blancos, el 16.06% eran afroamericanos, el 0% eran amerindios, el 0% eran asiáticos, el 0% eran isleños del Pacífico, el 0% eran de otras razas y el 0.92% pertenecían a dos o más razas. Del total de la población el 0.92% eran hispanos o latinos de cualquier raza.